# 特拉蒙圣安德烈
特拉蒙圣安德烈（法語：Tramont-Saint-André，法語發音：[tʁamɔ̃ sɛ̃.t‿ɑ̃dʁe]）是法国默尔特-摩泽尔省的一个市镇，位于该省南部，属于图勒区。

## 地理
特拉蒙圣安德烈（48°24'26"N, 5°55'30"E）面积6.88 平方千米，位于法国大東部大區默尔特-摩泽尔省，该省份为法国东北部内陆省份，是洛林的一部分，北邻比利时、卢森堡，北起顺时针与摩泽尔省、下莱茵省、孚日省和默兹省接壤。
与特拉蒙圣安德烈接壤的市镇（或旧市镇、城区）包括：松库尔、维什雷、法维耶尔、特拉蒙埃米、阿罗夫。

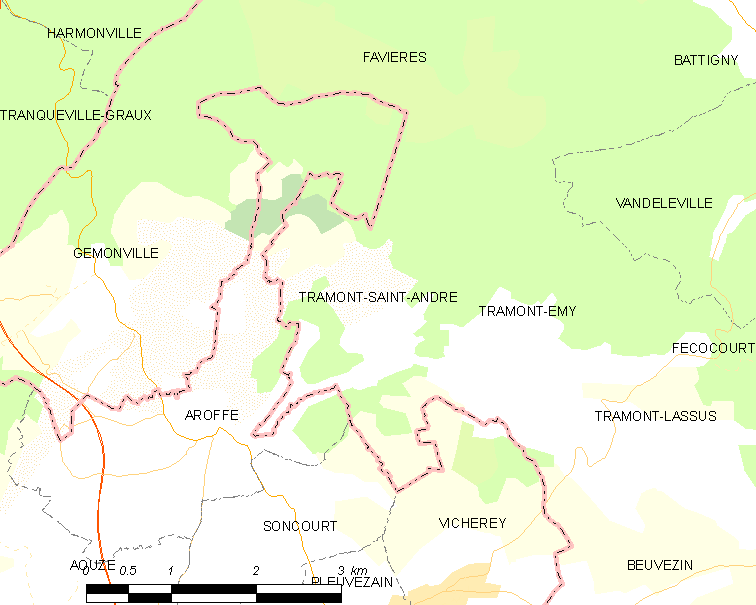
特拉蒙圣安德烈的OSM定位图

特拉蒙圣安德烈的时区为UTC+01:00、UTC+02:00（夏令时）。

## 行政
特拉蒙圣安德烈的邮政编码为54115，INSEE市镇编码为54531。

## 政治
特拉蒙圣安德烈所属的省级选区为梅讷欧桑图瓦县。

## 人口

1962-2008年间特拉蒙圣安德烈人口变化图示

特拉蒙圣安德烈于2022年1月1日时的人口数量为62人。